# Plouisy
Plouisy (/plu.i.zi/) est une commune bretonne du département des Côtes-d'Armor, en région Bretagne. Son nom signifie paroisse de Saint Izi (Plou = paroisse) en breton.
Ses habitants s'appellent les Plouisyens et les Plouisyennes.

## Toponymie
Le nom de la localité est attesté sous les formes Ploegi vers 1330, Ploeizi en 1369, Ploeyzy à la fin du XIVe siècle, Ploizy en 1461, Ploeizy en 1481, Plouisy  en 1581.
Le nom de Plouisy viendrait de l'ancien breton ploe (paroisse) et de Saint Issey (noté Sanctus Ydi en 1195 et Seynt Isy en 1358).
« Bien que Plouisy soit une ancienne paroisse bretonne primitive, en vieux-breton ploe, son nom n'apparaît qu'assez tardivement dans les documents et sous une forme très voisine de la graphie actuelle. Son éponyme a été rapproché de celui de Saint Issey, paroisse du Cornwall, notée Sanctus Ydi en 1195, Seynt Isy en 1538. Mais ce saint, qui est également en Cornwall associé à saint Meva, à l'origine de la paroisse de Mevagissey, dite Lammorech vers 1210, figure dans une liste du Xe siècle de saints bretons noté Iti, forme qui, en breton, aurait dû aboutir à *Idi. C'est sous cette forme qu'on le rencontre, associé au vieux-breton lann (ermitage), dans Lannidy, villages de Lannéanou et de Plouigneau (Finistère). Néanmoins, l'existence du nom de famille breton Plouidy paraît plaider en faveur d'une évolution de Idi en Izi ».

## Géographie
| Saint-Laurent | Kermoroc'h | Trégonneau |
| Pédernec      | Plouisy    | Pabu       |
| Tréglamus     | Grâces     | Guingamp   |

### Hydrographie
Pour un article plus général, voir Réseau hydrographique des Côtes-d'Armor.
La commune est située dans le bassin Loire-Bretagne. Elle est drainée par le Trieux, le Théoulas, le ruisseau de Prat-an-lan, le Trégonneau, le Poirier et le ruisseau de Kerprigent,,.
Le Trieux, d'une longueur de 72 km, prend sa source dans la commune de Kerpert et se jette  dans la Manche entre Lézardrieux et Ploubazlanec, après avoir traversé 21 communes. 

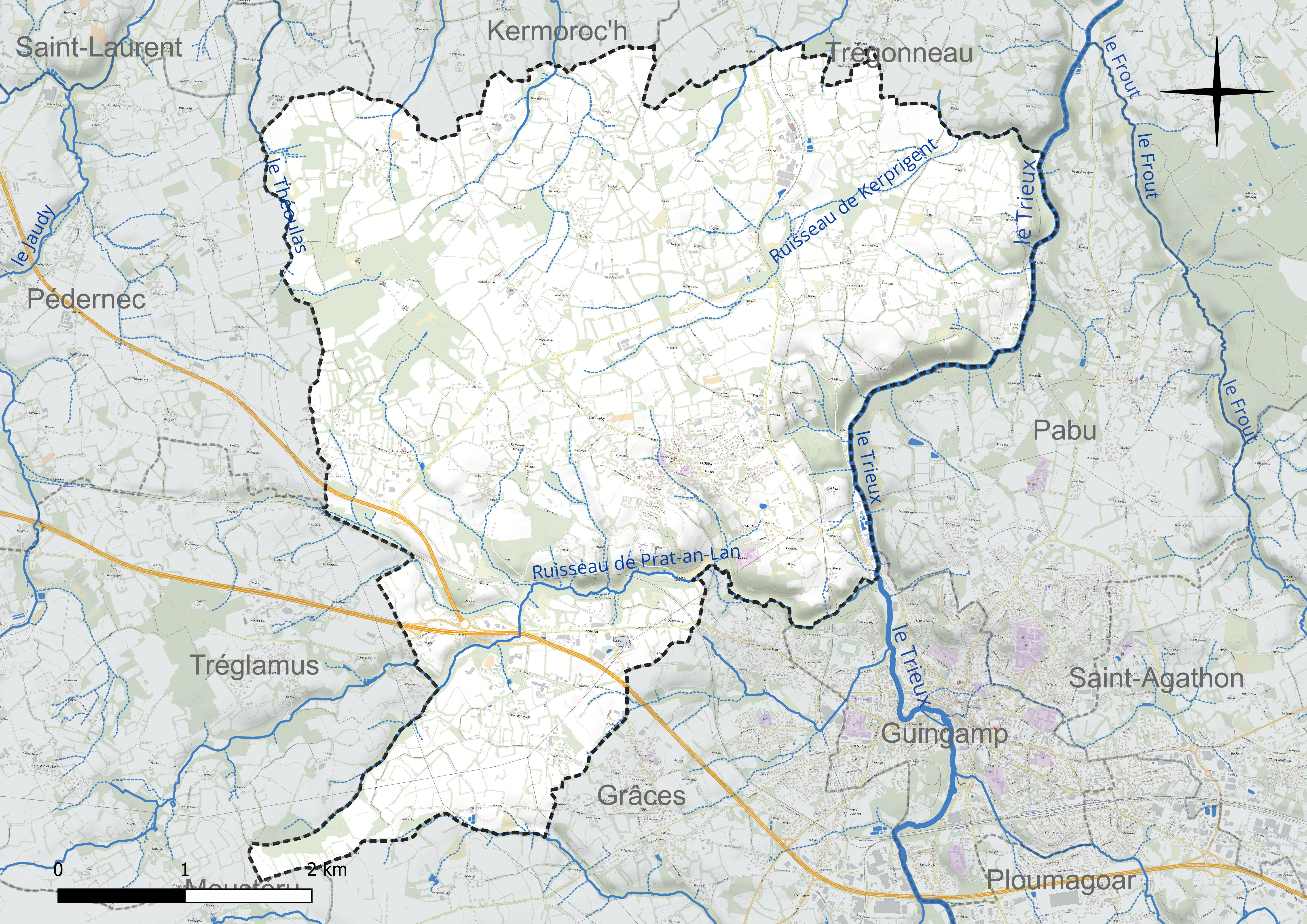
Réseau hydrographique de Plouisy.

Le Théoulas, d'une longueur de 13 km, prend sa source dans la commune  et se jette  dans le Jaudy à Coatascorn, après avoir traversé huit communes. 

### Climat
Le climat qui caractérise la commune est qualifié, en 2010, de « climat océanique franc », selon la typologie des climats de la France qui compte alors huit grands types de climats en métropole. En 2020, la commune ressort du type « climat océanique » dans la classification établie par Météo-France, qui ne compte désormais, en première approche, que cinq grands types de climats en métropole. Ce type de climat se traduit par des températures douces et une pluviométrie relativement abondante (en liaison avec les perturbations venant de l'Atlantique), répartie tout au long de l'année avec un léger maximum d'octobre à février.
Les paramètres climatiques qui ont permis d’établir la typologie de 2010 comportent six variables pour les températures et huit pour les précipitations, dont les valeurs correspondent à la normale 1971-2000. Les sept principales variables caractérisant la commune sont présentées dans l'encadré ci-après.
| Paramètres climatiques communaux sur la période 1971-2000 - Moyenne annuelle de température : 10,8 °C - Nombre de jours avec une température inférieure à −5 °C : 0,9 j - Nombre de jours avec une température supérieure à 30 °C : 0,6 j - Amplitude thermique annuelle : 11,1 °C - Cumuls annuels de précipitation : 961 mm - Nombre de jours de précipitation en janvier : 15 j - Nombre de jours de précipitation en juillet : 8 j |

Avec le changement climatique, ces variables ont évolué. Une étude réalisée en 2014 par la direction générale de l'Énergie et du Climat complétée par des études régionales prévoit en effet que la  température moyenne devrait croître et la pluviométrie moyenne baisser, avec toutefois de fortes variations régionales. La station météorologique de Météo-France installée sur la commune et mise en service en 1971 permet de connaître l'évolution des indicateurs météorologiques. Le tableau détaillé pour la période 1981-2010 est présenté ci-après.
| Mois                                  | jan.             | fév.             | mars            | avril           | mai           | juin            | jui.          | août           | sep.            | oct.            | nov.            | déc.            | année      |
| ------------------------------------- | ---------------- | ---------------- | --------------- | --------------- | ------------- | --------------- | ------------- | -------------- | --------------- | --------------- | --------------- | --------------- | ---------- |
| Température minimale moyenne (°C)     | 2,7              | 2,3              | 3,7             | 4,3             | 7,2           | 9,7             | 11,7          | 11,6           | 9,7             | 7,8             | 4,8             | 3               | 6,6        |
| Température moyenne (°C)              | 5,8              | 5,8              | 7,8             | 9,1             | 12,4          | 15,1            | 17,1          | 17,1           | 15              | 12              | 8,5             | 6,2             | 11         |
| Température maximale moyenne (°C)     | 9                | 9,4              | 11,9            | 13,9            | 17,5          | 20,6            | 22,5          | 22,7           | 20,4            | 16,2            | 12,1            | 9,4             | 15,5       |
| Record de froid (°C) date du record   | −13,5 17.01.1985 | −12,5 19.02.1985 | −7,8 07.03.1971 | −5,1 04.04.1996 | −3 07.05.1979 | 0,4 09.06.1989  | 3 16.07.01    | 2,4 28.08.1979 | −0,6 30.09.1972 | −5,6 29.10.1997 | −6,8 29.11.10   | −9,5 11.12.1991 | −13,5 1985 |
| Record de chaleur (°C) date du record | 16,2 16.01.1996  | 20,8 14.02.1998  | 24,6 20.03.05   | 26,8 29.04.1994 | 31 30.05.03   | 33,7 26.06.1976 | 35,4 14.07.03 | 38,6 09.08.03  | 31,3 03.09.05   | 29,5 02.10.11   | 22,1 02.11.1982 | 17 02.12.1985   | 38,6 2003  |
| Précipitations (mm)                   | 109,1            | 89,9             | 78              | 76,1            | 72,9          | 49,6            | 45,1          | 48             | 63,9            | 98,7            | 104,7           | 114,2           | 950,2      |

## Urbanisme

### Typologie
Au 1er janvier 2024, Plouisy est catégorisée commune rurale à habitat dispersé, selon la nouvelle grille communale de densité à 7 niveaux définie par l'Insee en 2022.
Elle appartient à l'unité urbaine de Guingamp, une agglomération intra-départementale dont elle est une commune de la banlieue,. Par ailleurs la commune fait partie de l'aire d'attraction de Guingamp, dont elle est une commune de la couronne,. Cette aire, qui regroupe 15 communes, est catégorisée dans les aires de moins de 50 000 habitants,.

### Occupation des sols
L'occupation des sols de la commune, telle qu'elle ressort de la base de données européenne d’occupation biophysique des sols Corine Land Cover (CLC), est marquée par l'importance des territoires agricoles (77,3 % en 2018), en diminution par rapport à 1990 (82,3 %). La répartition détaillée en 2018 est la suivante : zones agricoles hétérogènes (59,9 %), terres arables (17,4 %), forêts (11,1 %), zones urbanisées (10,4 %), zones industrielles ou commerciales et réseaux de communication (1,2 %). L'évolution de l'occupation des sols de la commune et de ses infrastructures peut être observée sur les différentes représentations cartographiques du territoire : la carte de Cassini (XVIIIe siècle), la carte d'état-major (1820-1866) et les cartes ou photos aériennes de l'IGN pour la période actuelle (1950 à aujourd'hui).

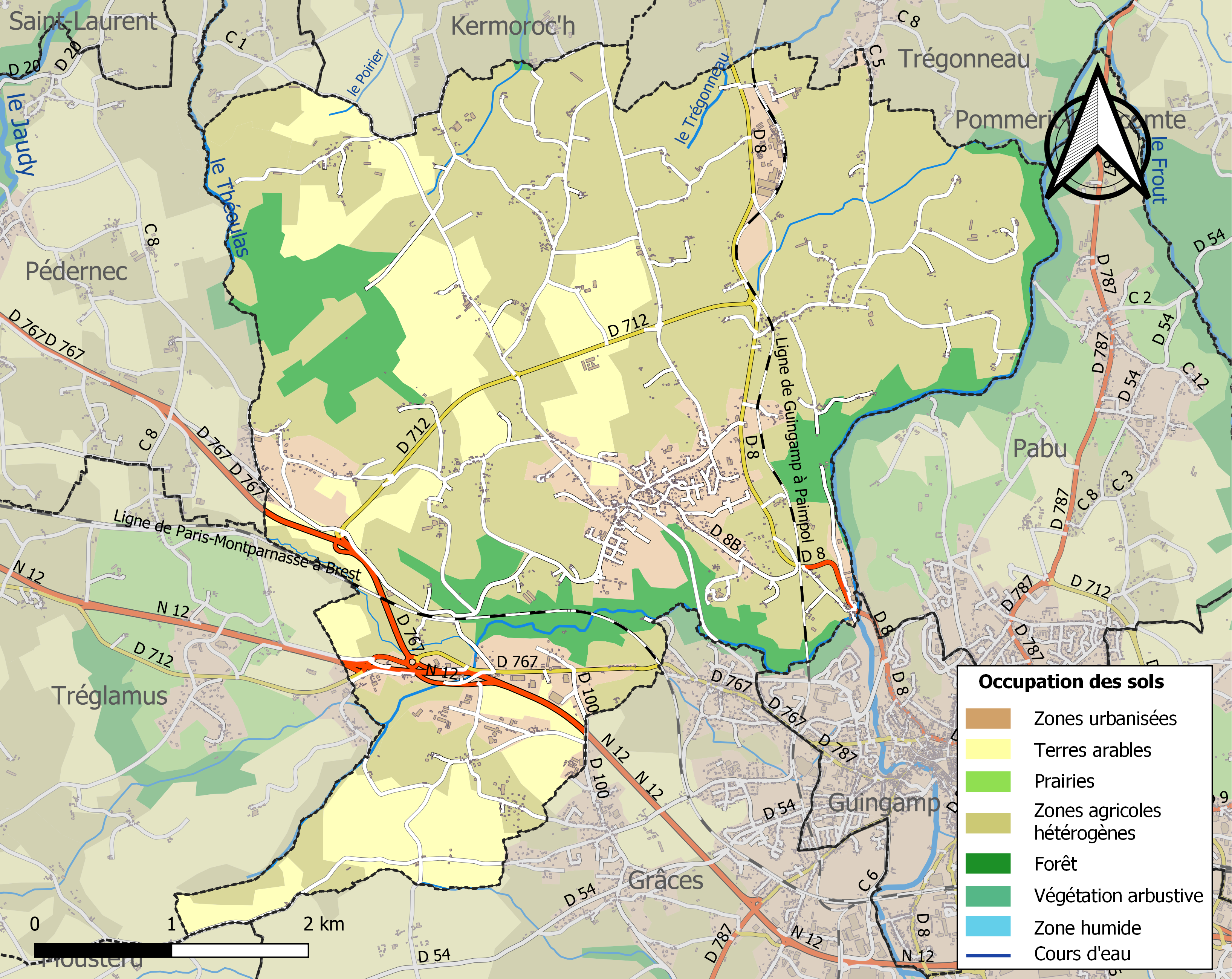
Carte des infrastructures et de l'occupation des sols de la commune en 2018 (CLC).

## Histoire

### LeXXesiècle

#### Les guerres duXXesiècle
Le monument aux morts porte les noms de 118 soldats morts pour la Patrie :
- 101 sont morts durant la Première Guerre mondiale ;
- 16 sont morts durant la Seconde Guerre mondiale ;
- 1 est mort durant la guerre d'Algérie.

En 2025, un projet d'implantation de ferme-usine de saumons porté par des Norvégiens de Smart Salmon est définitivement enterré en raison du refus de cette implantation par le maire de la commune.

## Politique et administration

### Liste des maires
| Période                                  | Période                   | Identité                 | Étiquette | Qualité |
| ---------------------------------------- | ------------------------- | ------------------------ | --------- | --- |
| vers 1929                                |                           | M. Auffret               |           | |
| vers 1931                                |                           | Louis Labat              |           | |
| Les données manquantes sont à compléter. |                           |                          |           | |
| août 1944                                | mai 1945                  | Louis Kerambrun          | SFIO      | Cultivateur |
| mai 1945                                 | octobre 1947              | Francis Martin           | PCF       | Cultivateur |
| octobre 1947                             | mai 1953                  | Louis Kerambrun          | SFIO      | Cultivateur |
| mai 1953                                 | mars 1971                 | Jean-Baptiste Raoul      | PCF       | Cultivateur |
| mars 1971                                | mars 1977                 | Marcel Tilly (1911-1979) | PCF       | Agriculteur |
| mars 1977                                | mars 2008                 | Marguerite Trévidy       | PS        | Ancienne enseignante 5e vice-présidente du District de Guingamp (1995 → 2001) 4e vice-présidente du District puis de la CC de Guingamp (2001 → 2008)                                                                    |
| mars 2008                                | mars 2014                 | Ronan Caillebot          | PS        | Enseignant |
| mars 2014                                | En cours (au 27 mai 2020) | Rémy Guillou             | SE        | Inspecteur d'académie retraité 1er vice-président de Guingamp Communauté (2014 → 2016) 14e vice-président de Guingamp-Paimpol Agglomération (2017 → 2020) 5e vice-président de Guingamp-Paimpol Agglomération (2020 → ) |

## Démographie
L'évolution du nombre d'habitants est connue à travers les recensements de la population effectués dans la commune depuis 1793. Pour les communes de moins de 10 000 habitants, une enquête de recensement portant sur toute la population est réalisée tous les cinq ans, les populations de référence des années intermédiaires étant quant à elles estimées par interpolation ou extrapolation. Pour la commune, le premier recensement exhaustif entrant dans le cadre du nouveau dispositif a été réalisé en 2005.

En 2022, la commune comptait 2 013 habitants, en évolution de +2,08 % par rapport à 2016 (Côtes-d'Armor : +1,78 %, France hors Mayotte : +2,11 %).
| 1793  | 1800  | 1806  | 1821  | 1831  | 1836  | 1841  | 1846  | 1851  |
| ----- | ----- | ----- | ----- | ----- | ----- | ----- | ----- | ----- |
| 1 712 | 1 446 | 1 674 | 1 697 | 2 183 | 1 990 | 2 009 | 1 989 | 1 945 |

| 1856  | 1861  | 1866  | 1872  | 1876  | 1881  | 1886  | 1891  | 1896  |
| ----- | ----- | ----- | ----- | ----- | ----- | ----- | ----- | ----- |
| 1 927 | 2 066 | 2 002 | 1 915 | 1 843 | 1 788 | 1 791 | 1 700 | 1 780 |

| 1901  | 1906  | 1911  | 1921  | 1926  | 1931  | 1936  | 1946  | 1954  |
| ----- | ----- | ----- | ----- | ----- | ----- | ----- | ----- | ----- |
| 1 772 | 1 824 | 1 754 | 1 603 | 1 556 | 1 463 | 1 435 | 1 396 | 1 319 |

| 1962  | 1968  | 1975  | 1982  | 1990  | 1999  | 2005  | 2006  | 2010  |
| ----- | ----- | ----- | ----- | ----- | ----- | ----- | ----- | ----- |
| 1 432 | 1 496 | 1 417 | 1 595 | 1 730 | 1 756 | 1 868 | 1 881 | 1 926 |

| 2015  | 2020  | 2022  | - | - | - | - | - | - |
| ----- | ----- | ----- | - | - | - | - | - | - |
| 1 967 | 2 002 | 2 013 | - | - | - | - | - | - |

## Lieux et monuments

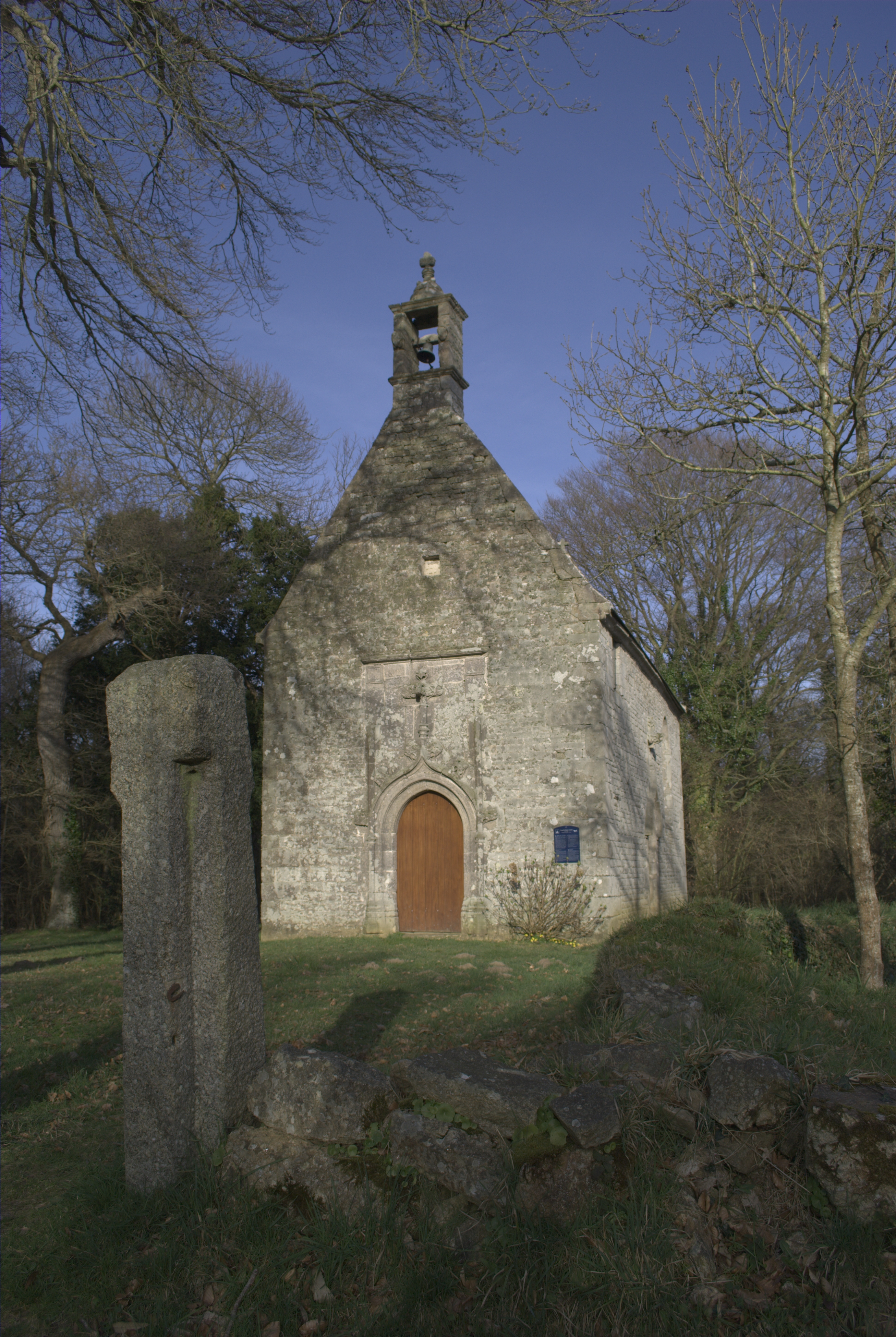
Chapelle Saint-Antoine.
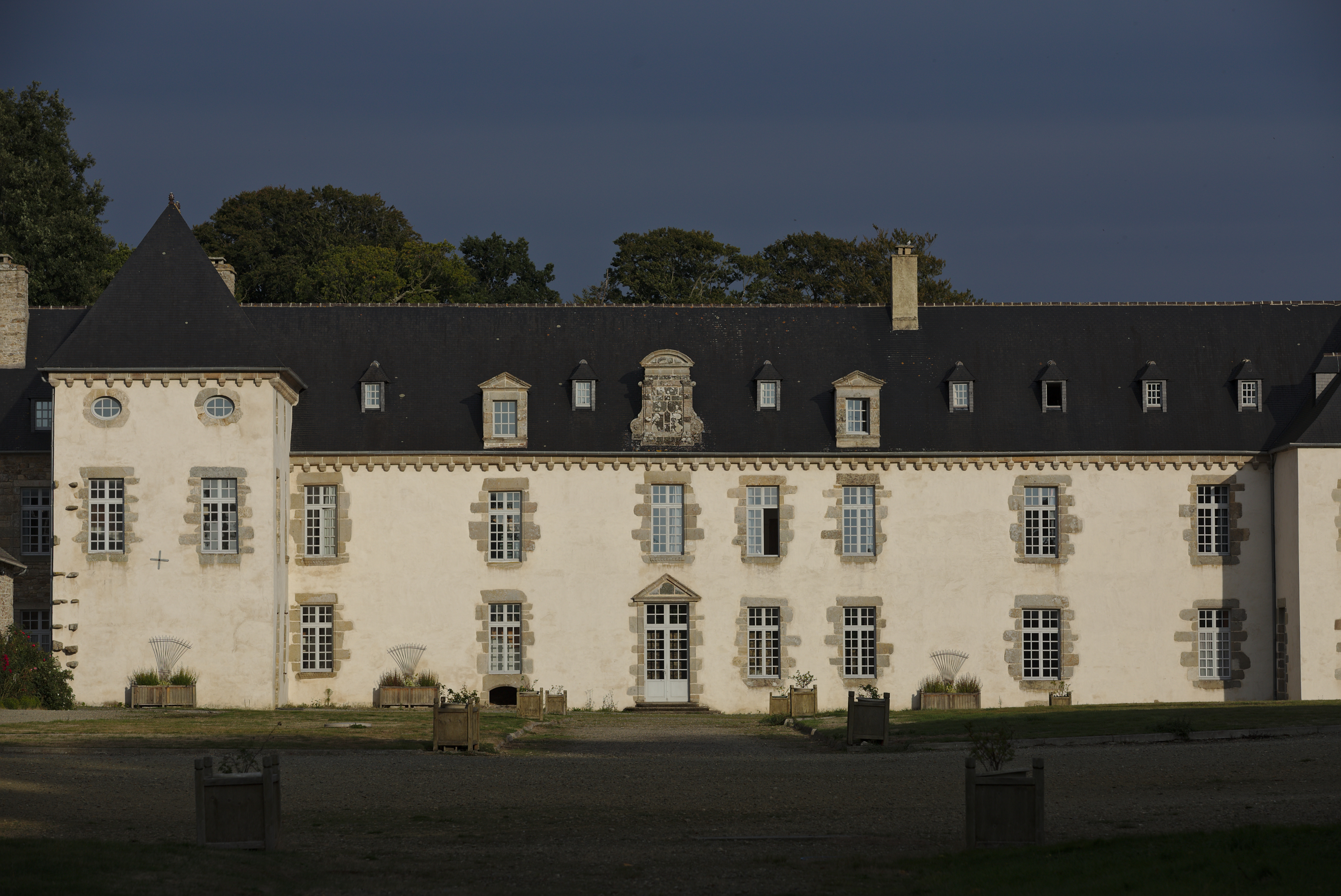
Château de Kernabat.
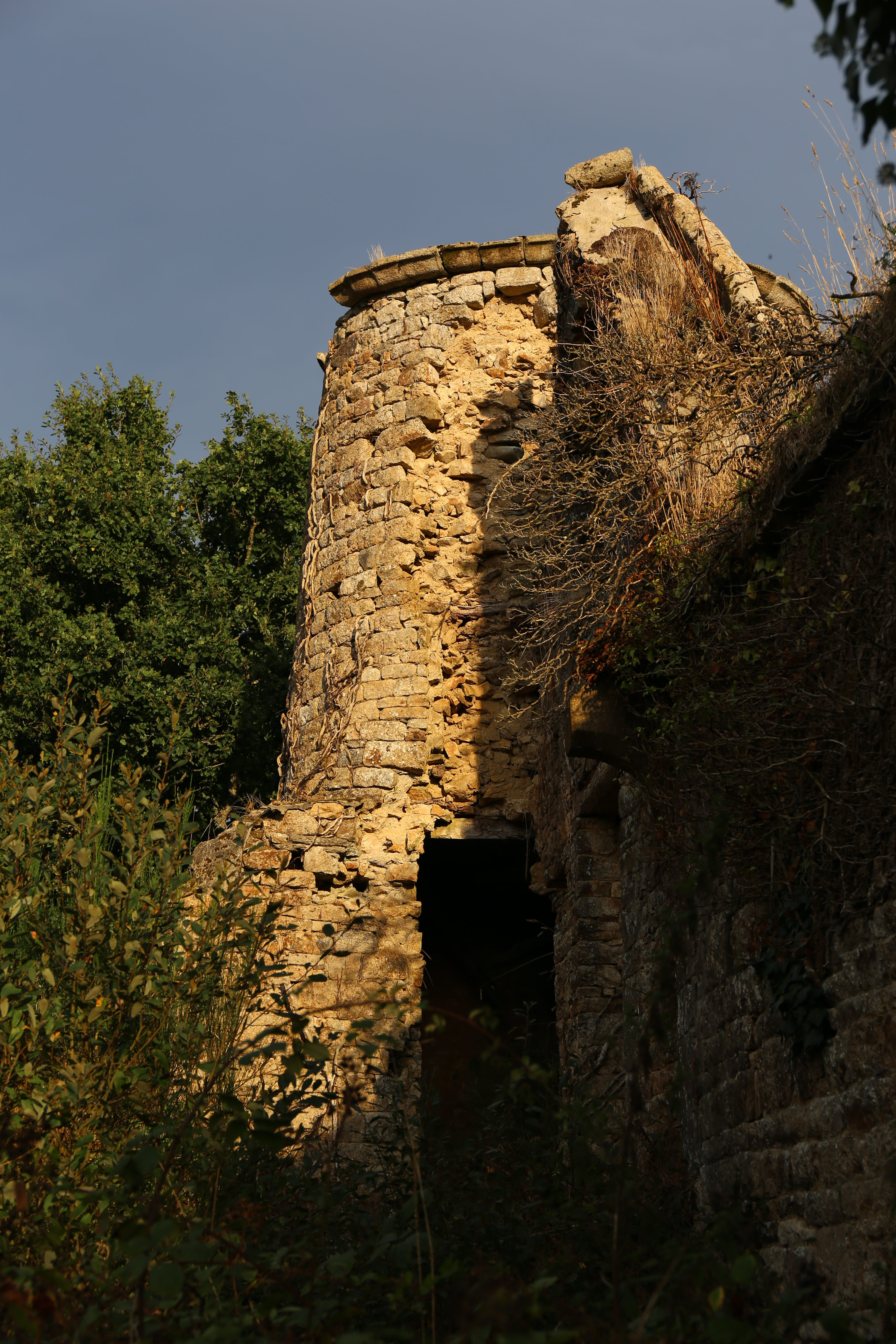
Ruines du manoir de Kérisac.

- Château de Kernabat, inscrit au titre des monuments historiques[31].
- Manoir de Kérisac, inscrit au titre des monuments historiques[32].
- Chapelle Saint-Antoine, inscrite au titre des monuments historiques[33].
- Église Saint-Pierre.

## Personnalités liées
- René-Joseph Urvoy (1766-1792), bienheureux catholique français ;